# Przewóz (powiat Żarski)
Przewóz (Duits: Priebus) is een dorp in het Poolse woiwodschap Lubusz, in het district Żarski. De plaats maakt deel uit van de gemeente Przewóz en telt 850 inwoners.